# RDQL
RDQL (ang. RDF Data Query Language) jest językiem zapytań do plików RDF.
Jest to język używany do tworzenia zapytań do plików RDF. Pozwala wyciągać z nich dane zawężone według kryteriów określonych poprzez predykaty RDF.

## Przykładowy kod
Poniższy kod wyciąga z bazy imiona osób o nazwiskach „Smith”
```
SELECT ?givenName
WHERE (?y, <http://www.w3.org/2001/vcard-rdf/3.0#Family>, "Smith") ,
      (?y, <http://www.w3.org/2001/vcard-rdf/3.0#Given>, ?givenName)

```